# Progressiva demokratiska partiet

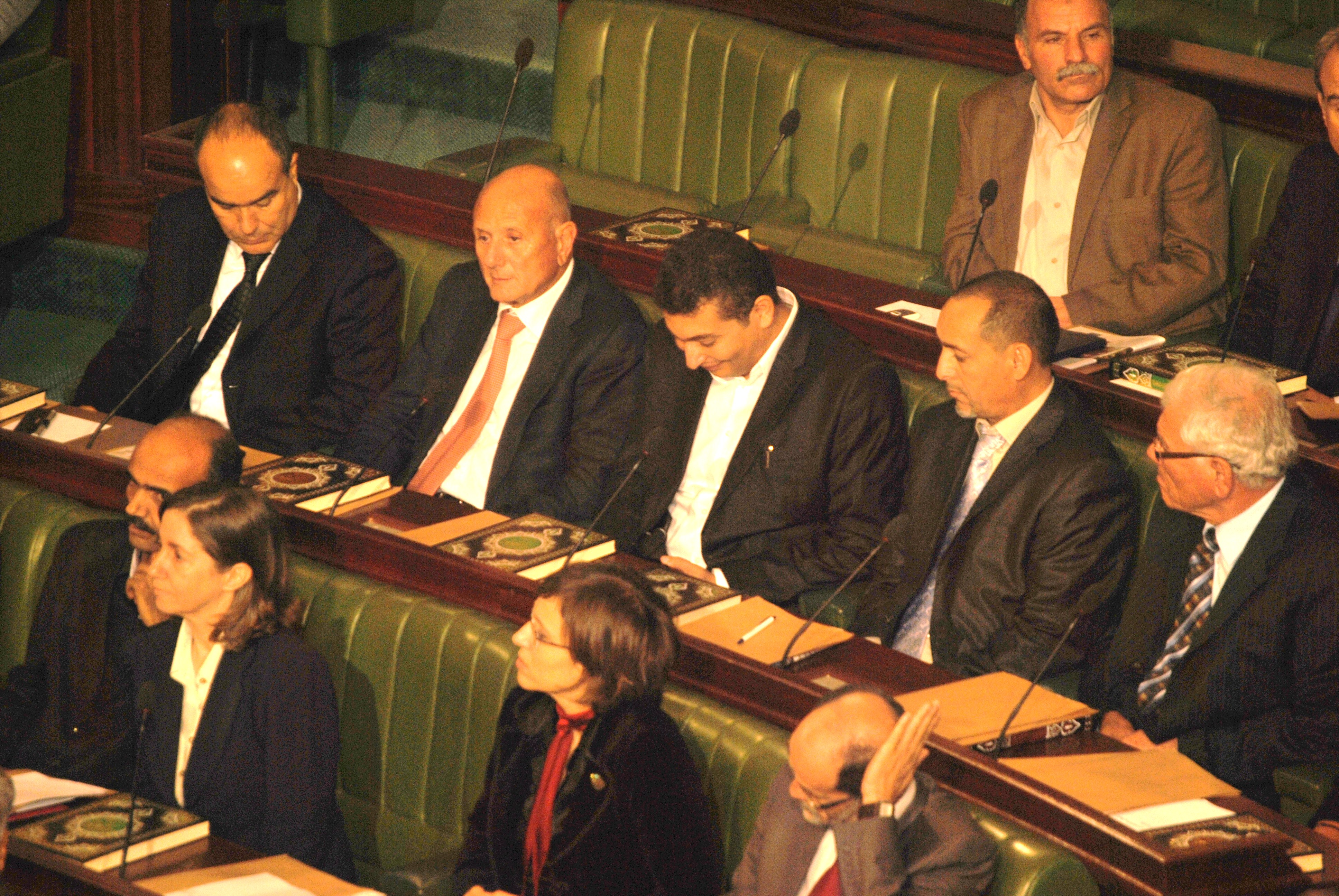
PDP i Tunisiska rikstagen

Progressiva demokratiska partiet (PDP) är ett socialliberalt parti i Tunisien, som leds av Ahmed Nejib el Chebbi.
Partiet bildades 1983 under namnet Progressiv socialistisk samling (PSS) och samlade då ett brett spektrum av oppositionella.
Sedan dess har man dock drabbats av splittring och en rad avhopp och har idag sitt starkaste stöd i den övre medelklassen i huvudstadsregionen.
1988 lyckades partiet bli registrerat för deltagande i allmänna val men partiet trakasserades fortfarande av polismakten och kritiserades öppet av den statliga televisionen. 
PSS ställde upp i allmänna val under resten av 1900-talet men misslyckades med att komma in i parlamentet.
2001 bytte man till det nuvarande partinamnet och valde att bojkotta de kommande allmänna valen under Zine El Abidine Ben Alis styre.
Partiledaren Chebbi och partisekreteraren Maya Jribi genomförde en uppmärksammad hungerstrejk under World Summit of Information Society (WSIS), den 20 september till 20 oktober 2007. Aktionen tvingade regimen att dra tillbaka kravet på att PDP skulle flytta sitt högkvarter från Tunis.
Partiet var aktivt i demokratirörelsen under jasminrevolutionen 2011. 
Den 16 januari rapporterades skottlossning utanför partihögkvarteret och dagen därpå utnämndes Chebbi till minister för regional utveckling i övergångsregeringen. Att PDP valde att kompromissa med den gamla regimen och ingå i övergångsregeringen, tillsammans med ministrar från maktpartiet Konstitutionell demokratisk samling, låg partiet i fatet i valet den 23 oktober 2011. PDP blev med 16 av 217 mandat det femte största partiet i konstitutionsrådet.